# Sumapaz (Bogotá)
Sumapaz ist der 20. Stadtbezirk (localidad) der kolumbianischen Hauptstadt Bogotá. Der südlichste Bezirk Bogotás ist flächenmäßig der größte mit 780 Quadratkilometern (78.000 Hektaren) und der am wenigsten besiedelte. In diesem Gebiet leben nur 5.667 Menschen. Die Nord-Süd-Ausdehnung beträgt ca. 70 Kilometer.
Sumapaz ist der einzige rein ländliche Bezirk der Hauptstadt Kolumbiens und besteht aus den Ortsteilen San Juan, Nazareth und Betania. Er grenzt im Norden nur an den Stadtbezirk Usme und besteht vorwiegend aus dem 1977 deklarierten Parque Nacional Natural Sumapaz mit 154.000 Hektaren und dem Ökosystem Páramo de Sumapaz mit 178.000 Hektaren, das vom Militär beaufsichtigt und bewacht wird.

## Geschichte
Die Geschichte von Sumapaz reicht zurück bis in die präkolumbianische Zeit. Die benachbarten Hochmoore der Savanne von Bogota waren von den Chibcha besiedelt. In der Region des Río Sumapaz lebten Indianer vom Stamm der Sutagaos, ebenso Untergruppen der Doar und Cundayo. Im Gebiet Tunjuelito und dem angrenzenden Moor sowie dem Flussgebiet des Río Branco waren die Ureinwohner der Muiscas beheimatet, die den Marmor bearbeiteten, Rehe jagten und Baumwolldecken trugen. Fugunzua war der ursprüngliche Name von Sumapaz in den Zeiten, in denen Indianer die einzigen Bewohner Amerikas waren.